# ونتنیا
ونتنیا (به پرتغالی: Ventania) یک شهرستان برزیل در برزیل است که در پارانا واقع شده‌است.